# Jelena Pandžić
Jelena Pandžić (* 17. März 1983 in Split) ist eine ehemalige kroatische Tennisspielerin.

## Karriere
Jelena Pandžić ging in Leverkusen zur Schule und ist für den RTHC Bayer Leverkusen (Regionalliga West) spielberechtigt. Sie musste ihre Karriere zweimal für längere Zeit unterbrechen, wegen eines schweren Autounfalls von April 2003 bis Mai 2007 und wegen einer Wadenverletzung von Januar 2009 bis Mai 2010.
Auf der WTA Tour konnte sie sich im Einzel erst einmal fürs Hauptfeld qualifizieren. Beim Sandplatzturnier in Prag (Kategorie: Tier IV) scheiterte sie 2008 in der ersten Runde an der Ungarin Melinda Czink. Ihr bestes Abschneiden bei einem Grand-Slam-Turnier erzielte sie im selben Jahr bei den French Open, als sie als Qualifikantin nach einem Sieg über die Französin Séverine Beltrame in der zweiten Runde gegen die an Nummer 14 gesetzte Agnieszka Radwańska ausschied. Allerdings gewann Pandžić bereits elf Titel auf dem ITF Women’s Circuit.
Im Doppel gewann sie mit wechselnden Partnerinnen bislang fünf ITF-Turniere.
Ende 2009 trat sie im Beachtennis mit Ivana Abramovic bei den "Prague Beach Tennis Open 2009" an, wo sie das Viertelfinale erreichten.
2011 bestritt sie zudem zwei Einzelpartien für die kroatische Fed-Cup-Mannschaft, die sie allerdings beide verlor.
Pandžić hat im Oktober 2013 ihr letztes Profiturnier bestritten und wird seit 2014 nicht mehr in der Weltrangliste geführt.

## Turniersiege

### Einzel
| Nr. | Datum             | Turnier         | Kategorie   | Belag     | Finalgegnerin       | Ergebnis         |
| --- | ----------------- | --------------- | ----------- | --------- | ------------------- | ---------------- |
| 1.  | 21. Oktober 2001  | Makarska        | ITF $10.000 | Sand      | Petra Dizdar        | 1:6, 7:5, 6:1    |
| 2.  | 17. März 2002     | Makarska        | ITF $10.000 | Sand      | Libuše Průšová      | 6:1, 2:6, 7:65   |
| 3.  | 1. September 2002 | Spoleto         | ITF $10.000 | Sand      | Shelley Stephens    | 7:5, 6:1         |
| 4.  | 25. Juni 2007     | Fort Worth      | ITF $10.000 | Hartplatz | Lauren Embree       | 6:4, 6:1         |
| 5.  | 2. Juli 2007      | Edmond          | ITF $10.000 | Hartplatz | Gabriela Paz-Franco | 3:6, 6:1, 6:4    |
| 6.  | 22. Juli 2007     | Wichita         | ITF $10.000 | Hartplatz | Gabriela Paz-Franco | 6:4, 6:4         |
| 7.  | 5. August 2007    | St. Joseph      | ITF $10.000 | Hartplatz | Stacia Fonseca      | 6:3, 6:1         |
| 8.  | 30. Mai 2010      | Sumter          | ITF $10.000 | Hartplatz | Alexis King         | 6:2, 1:6, 6:2    |
| 9.  | 19. August 2012   | Brčko           | ITF $10.000 | Sand      | Tamara Čurović      | 6:3, 4:1 Aufgabe |
| 10. | 24. März 2013     | Ipswich         | ITF $25.000 | Hartplatz | Storm Sanders       | 7:5, 2:6, 6:2    |
| 11. | 25. August 2013   | San Luis Potosí | ITF $15.000 | Hartplatz | Ana Sofía Sánchez   | 6:4, 6:4         |

### Doppel
| Nr. | Datum              | Turnier   | Kategorie    | Belag     | Partnerin            | Finalgegnerinnen                | Ergebnis         |
| --- | ------------------ | --------- | ------------ | --------- | -------------------- | ------------------------------- | ---------------- |
| 1.  | 12. August 2000    | Rebecq    | ITF $10.000  | Sand      | Lenka Snajdrova      | Debbrich Feys Karin Kues        | 6:75, 6:2, 6:4   |
| 2.  | 21. Juli 2007      | Wichita   | ITF $10.000  | Hartplatz | Jennifer Elie        | Anna Jegorowa Madina Rakhim     | 6:2, 3:6, 6:1    |
| 3.  | 9. August 2008     | Monterrey | ITF $100.000 | Hartplatz | Magdaléna Rybáriková | Monique Adamczak Melanie South  | 4:6, 6:4, [10:8] |
| 4.  | 27. September 2008 | Ashland   | ITF $50.000  | Hartplatz | Līga Dekmeijere      | Julie Ditty Carly Gullickson    | 6:3, 3:6, [10:8] |
| 5.  | 18. August 2012    | Brčko     | ITF $10.000  | Sand      | Karla Popović        | Dagmara Bašková Tereza Malíková | 6:3, 6:2         |